# Museu Toulouse-Lautrec
O Museu Toulouse-Lautrec em Albi é um museu de arte dedicado principalmente às obras de Henri de Toulouse-Lautrec, nascido em Albi, e instalado no Palais de la Berbie. Recebendo cerca de 175.000 visitantes por ano, está entre os principais museus da Occitânia em termos de público.